# 慶應義塾大学生部落差別脅迫事件
慶應義塾大学生部落差別脅迫事件（けいおうぎじゅくだいがくせいぶらくさべつきょうはくじけん）は、日本で起きた部落差別事件。

## 概要

### 事件の発生
1993年9月より、東京都内などに在住する複数の被差別部落の住民に対して、その住民は部落民であることを突き止めた、このことをばらされたくなければ現金を払えという内容の葉書が連続して送付されるという事態が発生していた。部落解放同盟はこのことを重く見て、犯人を突き止めるための調査を行っていた。それからの1999年4月から6月にかけて、田町駅と品川駅で部落差別の落書きが発見された。これは地下鉄サリン事件とは、部落民である麻原彰晃が部落解放同盟の命令で実行したものであるため、殺人集団である部落解放同盟に死の制裁を与えよという内容で、連絡先も書かれているものであった。このことは東日本旅客鉄道人権啓発室から部落解放同盟に連絡され、落書きに書かれていた連絡先は慶應義塾大学で嫌がらせを受けている大学生であることと、落書きの筆跡が1993年より送られていた葉書と似ていることでの調査を行われた。調査が行われている6月に慶應義塾大学から部落解放同盟に連絡があり、それによると慶應義塾大学では同年4月より駅に書かれていた連絡先と同じ人物を侮辱する落書きが大学のトイレで頻発しており、6月には駅に書かれていたものと同じ内容の落書きが発見されたということが伝えられた。大学は見回りを強化して落書きの犯人を発見することができ、犯人はしばらくは否認していたものの8月には実行行為を認めた。

### 事件の詳細
犯人がこのような落書きを行っていたというのは、連絡先としていた人への復讐をするためであった。その復讐を部落解放同盟に代行してもらうためにこのようなことをしていた。連絡先として書かれていたのは犯人の同級生であり、犯人を不登校に追い込んだ首謀者の1人とのことであった。当時の犯人は『新潮45』からの依頼を受けて不登校の体験についての原稿を執筆している最中で、この作業を進める必要から当時の記憶を掘り返す過程で、それまで約10年間抑圧してきた怒りと憎しみが蘇り夜も眠れない日々が続いていた。このことから連絡先としている人物を殺そうと思ったが、殺す代わりに部落解放同盟の名を持ち出して嫌がらせをするということを行っていたのであった。ここで犯人が部落解放同盟の名を用いようと思った動機というのは、部落解放同盟とは民主主義を破壊する暴力集団であり日本最大の癌の一つであると思っていたからであった。このように思うように至ったのは、自らのいじめの体験に根ざす差別問題から部落問題に関する文献を読んできたところ、部落解放同盟は水平社の運動を後継すると自称しているものの、実際は水平者宣言を冒涜するかのように利権あさりと売名行為を繰り返していると思ったからであった。
犯人は部落解放同盟からの事情聴取を拒否していたものの、一転して1999年12月に面談をするということを受け入れた。その理由は、犯人は慶應義塾大学から処分手続き開始の通知を受けると担当者に土下座でも何でもするから許してくれと言っていたからであり、大学に残りたいという一心からであった。2000年1月24日に面談が行われ、ここでは実行行為は認めたが、復讐をすることは間違いでは無いことと、周りの人に部落解放同盟に謝るしかないと言われたために来ていたと言い、心から反省しているという姿勢ではなかった。犯人には心から反省をして反省文を提出することが要求されて、再び差別脅迫行為を行えば組織をあげて糾弾して告訴することを伝えれば、2月中旬には犯人からは反省文は送られてきたが、その内容は反省文になっていない内容であった。慶應義塾大学では、犯人が判明して以降は真摯に事件に向かい合うことや指導が行われ、大学として学長の名で声明を出し、これを機に差別や人権侵害の無い大学にすることを教職員と共に取り組もうと学生に訴えられていた。
この事件の犯人は2000年4月12日に慶應義塾大学を退学処分になった。5月17日には警視庁に逮捕され、6月7日には部落解放同盟東京都連合会同盟員に対する脅迫の容疑で東京地方検察庁に起訴された。2001年1月12日に東京地方裁判所でこの事件の判決が行われ、元大学生への有罪判決が下された。この判決では、本件で葉書を送付された被害者とその家族の精神的苦痛は大きい上に、新たな部落差別を助長しかねない犯行と言うべきであって、社会に与えた影響は軽視できないものであるとされていた。
部落解放同盟東京都連合会は、この事件の全貌を一冊のパンフレットにまとめる。この事件は近年まれに見る悪質な部落差別事件とする。パンフレットではこの事件の発生から解決までを詳しく述べられ、事件の経過、被害者のインタビュー、弁護士のコメント、東京地方裁判所の判決文、関係団体や慶應義塾大学の声明なども掲載されている。